# Panaxia decolorata
Panaxia decolorata är en fjärilsart som beskrevs av Kettlewell 1943. Panaxia decolorata ingår i släktet Panaxia och familjen björnspinnare. Inga underarter finns listade i Catalogue of Life.